# 纳米银

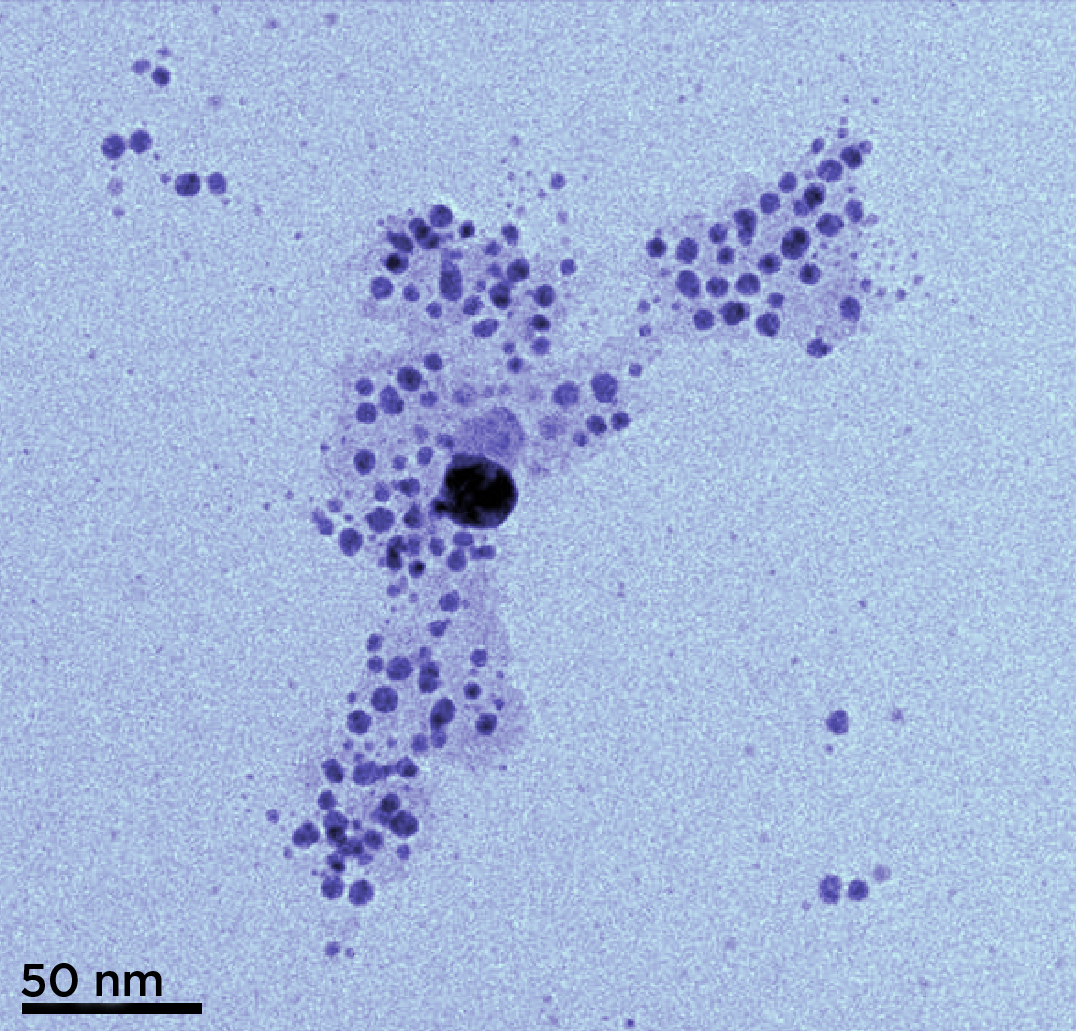
在電子顯微鏡下的纳米银

纳米银是銀的纳米颗粒，大小約在1 nm至100 nm之間。其名稱為「银」，但因為其表面積遠大於一般條件下的銀，因此其中會有相當比例的氧化银。配合應用場合的不同，纳米银也會有不同的外形。常見的纳米银是球形的，但也常見有鑽石形、正八面體或是薄片狀的外形。
纳米银的表面積相當大，因此可以讓許多的配體進行配位。有關纳米银應用在人體治療上的特性，仍在進行實驗室實驗以及動物試驗，評估潛在的效果、生物安全性及生物分佈等。

## 書目
- Cao H. . CRC Press. 2017. ISBN 9781315353470.